# Finales NBA 2015
Navigation
Finales 2014 Finales 2016
Les Finales NBA 2015 sont la dernière série de matchs de la saison 2014-2015 de la NBA et la conclusion des séries éliminatoires (playoffs) de la saison.
Avec une moyenne de 19,9 millions de téléspectateurs par rencontre sur ABC (11,6 % de part de marché), ces Finales sont les plus suivies depuis les Finales NBA 1998 alors diffusées sur NBC opposant les Bulls au Jazz pour les derniers matches de Michael Jordan et son sixième titre avec et 29 millions d’Américains en moyenne. Elle surpasse largement les Finales 2014 qui avait rassemblées 15,5 millions de téléspectateurs (9,3 %) pour Spurs-Heat. La meilleure audience depuis 1998 concernait les Finales 2001 opposant les Sixers aux Lakers avec 19,0 millions de téléspectateurs (12,1 % de part de marché) sur NBC.

## Lieux des Finales
Les deux salles pour le tournoi ces finales sont : l'Oracle Arena d'Oakland et la Quicken Loans Arena de Cleveland.
| Warriors de Golden State | \| Oakland Cleveland \| | Cleveland               |
| Oracle Arena             | \| Oakland Cleveland \| | Quicken Loans Arena     |
| Capacité: 19 596         | \| Oakland Cleveland \| | Capacité: 20 562        |
| Oracle Arena             | \| Oakland Cleveland \| | American Airlines Arena |
| Oakland Cleveland        |                         |                         |

### Parcours comparés vers les finales NBA
| Conférence Ouest | Conférence Ouest                | Conférence Ouest | Conférence Ouest | Conférence Ouest | Conférence Ouest | Conférence Ouest | Conférence Ouest |
| No               | Franchise                       | Vic.             | Def.             | MJ               | MR               | % V/D            | RV               |
| ---------------- | ------------------------------- | ---------------- | ---------------- | ---------------- | ---------------- | ---------------- | ---------------- |
| 1                | Warriors de Golden State        | 67               | 15               | 82               | 0                | 81,7 %           | -                |
| 2                | Rockets de Houston              | 56               | 26               | 82               | 0                | 68,3 %           | 11               |
| 3                | Clippers de Los Angeles         | 56               | 26               | 82               | 0                | 68,3 %           | 11               |
| 4                | Trail Blazers de Portland       | 51               | 31               | 82               | 0                | 62,2 %           | 16               |
| 5                | Grizzlies de Memphis            | 55               | 27               | 82               | 0                | 67,1 %           | 12               |
| 6                | Spurs de San Antonio            | 55               | 27               | 82               | 0                | 67,1 %           | 12               |
| 7                | Mavericks de Dallas             | 50               | 32               | 82               | 0                | 61,0 %           | 17               |
| 8                | Pelicans de La Nouvelle-Orléans | 45               | 37               | 82               | 0                | 54,9 %           | 22               |
|                  |                                 |                  |                  |                  |                  |                  |                  |
| 9                | Thunder d'Oklahoma City         | 45               | 37               | 82               | 0                | 54,9 %           | 22               |
| 10               | Suns de Phoenix                 | 39               | 43               | 82               | 0                | 47,6 %           | 28               |
| 11               | Jazz de l'Utah                  | 38               | 44               | 82               | 0                | 46,3 %           | 29               |
| 12               | Nuggets de Denver               | 30               | 52               | 82               | 0                | 36,6 %           | 37               |
| 13               | Kings de Sacramento             | 29               | 53               | 82               | 0                | 35,4 %           | 38               |
| 14               | Lakers de Los Angeles           | 21               | 61               | 82               | 0                | 25,6 %           | 46               |
| 15               | Timberwolves du Minnesota       | 16               | 66               | 82               | 0                | 19,5 %           | 51               |

| Conférence Est | Conférence Est         | Conférence Est | Conférence Est | Conférence Est | Conférence Est | Conférence Est | Conférence Est |
| No             | Franchise              | Vic.           | Déf.           | MJ             | MR             | % V/D          | RV             |
| -------------- | ---------------------- | -------------- | -------------- | -------------- | -------------- | -------------- | -------------- |
| 1              | Hawks d'Atlanta        | 60             | 22             | 82             | 0              | 73,2 %         | -              |
| 2              | Cavaliers de Cleveland | 53             | 29             | 82             | 0              | 64,6 %         | 7              |
| 3              | Bulls de Chicago       | 50             | 32             | 82             | 0              | 61,0 %         | 10             |
| 4              | Raptors de Toronto     | 49             | 33             | 82             | 0              | 59,8 %         | 11             |
| 5              | Wizards de Washington  | 46             | 36             | 82             | 0              | 56,1 %         | 14             |
| 6              | Bucks de Milwaukee     | 41             | 41             | 82             | 0              | 50,0 %         | 19             |
| 7              | Celtics de Boston      | 40             | 42             | 82             | 0              | 48,8 %         | 20             |
| 8              | Nets de Brooklyn       | 38             | 44             | 82             | 0              | 46,3 %         | 22             |
|                |                        |                |                |                |                |                |                |
| 9              | Pacers de l'Indiana    | 38             | 44             | 82             | 0              | 46,3 %         | 22             |
| 10             | Heat de Miami          | 37             | 45             | 82             | 0              | 45,1 %         | 23             |
| 11             | Hornets de Charlotte   | 33             | 49             | 82             | 0              | 40,2 %         | 27             |
| 12             | Pistons de Détroit     | 32             | 50             | 82             | 0              | 39,0 %         | 28             |
| 13             | Magic d'Orlando        | 25             | 57             | 82             | 0              | 30,5 %         | 35             |
| 14             | 76ers de Philadelphie  | 18             | 64             | 82             | 0              | 22,0 %         | 42             |
| 15             | Knicks de New York     | 17             | 65             | 82             | 0              | 20,7 %         | 43             |

## Matchs des Finales
Toutes les heures sont en Eastern Daylight Time (UTC−4)

### Match 1
| 4 juin 2015 21:00 EDT | (en) Boxscore | Cavaliers de Cleveland 100, Warriors de Golden State 108      | Cavaliers de Cleveland 100, Warriors de Golden State 108 | Cavaliers de Cleveland 100, Warriors de Golden State 108 | OT | Oracle Arena, Oakland Affluence : 19 596 Arbitres : no 19 James Capers no 13 Monty McCutchen no 23 Jason Phillips | ABC |
| 4 juin 2015 21:00 EDT | (en) Boxscore | Score par quart-temps : 29-19, 22-29, 22-25, 25-25, OT : 2-10 |                                                          |                                                          | OT | Oracle Arena, Oakland Affluence : 19 596 Arbitres : no 19 James Capers no 13 Monty McCutchen no 23 Jason Phillips | ABC |
| 4 juin 2015 21:00 EDT | (en) Boxscore | Score par mi-temps : 51-48, 49-60                             |                                                          |                                                          | OT | Oracle Arena, Oakland Affluence : 19 596 Arbitres : no 19 James Capers no 13 Monty McCutchen no 23 Jason Phillips | ABC |
| 4 juin 2015 21:00 EDT | (en) Boxscore | LeBron James 44 Tristan Thompson 15 Irving, James 6           | Points Rebonds Passes d.                                 | Stephen Curry 26 Andrew Bogut 7 Stephen Curry 8          | OT | Oracle Arena, Oakland Affluence : 19 596 Arbitres : no 19 James Capers no 13 Monty McCutchen no 23 Jason Phillips | ABC |
| 4 juin 2015 21:00 EDT | (en) Boxscore | Golden State mène la série 1 à 0.                             |                                                          |                                                          | OT | Oracle Arena, Oakland Affluence : 19 596 Arbitres : no 19 James Capers no 13 Monty McCutchen no 23 Jason Phillips | ABC |

### Match 2
| 7 juin 2015 20:00 EDT | (en) Boxscore | Cavaliers de Cleveland 95, Warriors de Golden State 93       | Cavaliers de Cleveland 95, Warriors de Golden State 93 | Cavaliers de Cleveland 95, Warriors de Golden State 93 | OT | Oracle Arena, Oakland Affluence : 19 596 Arbitres : no 48 Scott Foster no 25 Tony Brothers no 28 Zach Zarba | ABC |
| 7 juin 2015 20:00 EDT | (en) Boxscore | Score par quart-temps : 20-20, 27-25, 15-14, 25-28, OT : 8-6 |                                                        |                                                        | OT | Oracle Arena, Oakland Affluence : 19 596 Arbitres : no 48 Scott Foster no 25 Tony Brothers no 28 Zach Zarba | ABC |
| 7 juin 2015 20:00 EDT | (en) Boxscore | Score par mi-temps : 47-45, 48-48                            |                                                        |                                                        | OT | Oracle Arena, Oakland Affluence : 19 596 Arbitres : no 48 Scott Foster no 25 Tony Brothers no 28 Zach Zarba | ABC |
| 7 juin 2015 20:00 EDT | (en) Boxscore | LeBron James 39 LeBron James 16 LeBron James 11              | Points Rebonds Passes d.                               | Klay Thompson 34 Andrew Bogut 10 Curry, Iguodala 5     | OT | Oracle Arena, Oakland Affluence : 19 596 Arbitres : no 48 Scott Foster no 25 Tony Brothers no 28 Zach Zarba | ABC |
| 7 juin 2015 20:00 EDT | (en) Boxscore | Egalité dans la série 1 à 1.                                 |                                                        |                                                        | OT | Oracle Arena, Oakland Affluence : 19 596 Arbitres : no 48 Scott Foster no 25 Tony Brothers no 28 Zach Zarba | ABC |

### Match 3
| 9 juin 2015 21:00 EDT | (en) Boxscore | Warriors de Golden State 91, Cavaliers de Cleveland 96 | Warriors de Golden State 91, Cavaliers de Cleveland 96 | Warriors de Golden State 91, Cavaliers de Cleveland 96 |  | Quicken Loans Arena, Cleveland Arbitres : no 43 Dan Crawford no 8 Marc Davis no 9 Derrick Stafford | ABC |
| 9 juin 2015 21:00 EDT | (en) Boxscore | Score par quart-temps : 20-24, 17-20, 18-28, 36-24     |                                                        |                                                        |  | Quicken Loans Arena, Cleveland Arbitres : no 43 Dan Crawford no 8 Marc Davis no 9 Derrick Stafford | ABC |
| 9 juin 2015 21:00 EDT | (en) Boxscore | Score par mi-temps : 37-44, 54-52                      |                                                        |                                                        |  | Quicken Loans Arena, Cleveland Arbitres : no 43 Dan Crawford no 8 Marc Davis no 9 Derrick Stafford | ABC |
| 9 juin 2015 21:00 EDT | (en) Boxscore | Stephen Curry 27 Green, Ezeli 7 Stephen Curry 6        | Points Rebonds Passes d.                               | LeBron James 40 Tristan Thompson 13 LeBron James 8     |  | Quicken Loans Arena, Cleveland Arbitres : no 43 Dan Crawford no 8 Marc Davis no 9 Derrick Stafford | ABC |
| 9 juin 2015 21:00 EDT | (en) Boxscore | Cleveland mène la série 2 à 1.                         |                                                        |                                                        |  | Quicken Loans Arena, Cleveland Arbitres : no 43 Dan Crawford no 8 Marc Davis no 9 Derrick Stafford | ABC |

### Match 4
| 11 juin 2015 21:00 EDT | (en) Boxscore | Warriors de Golden State 103, Cavaliers de Cleveland 82          | Warriors de Golden State 103, Cavaliers de Cleveland 82 | Warriors de Golden State 103, Cavaliers de Cleveland 82 |  | Quicken Loans Arena, Cleveland Affluence : 20 562 Arbitres : no 17 Joe Crawford no 24 Mike Callahan no 41 Ken Mauer no 23 Jason Phillips | ABC |
| 11 juin 2015 21:00 EDT | (en) Boxscore | Score par quart-temps : 31-24, 23-18, 22-28, 27-12               |                                                         |                                                         |  | Quicken Loans Arena, Cleveland Affluence : 20 562 Arbitres : no 17 Joe Crawford no 24 Mike Callahan no 41 Ken Mauer no 23 Jason Phillips | ABC |
| 11 juin 2015 21:00 EDT | (en) Boxscore | Score par mi-temps : 54-42, 49-40                                |                                                         |                                                         |  | Quicken Loans Arena, Cleveland Affluence : 20 562 Arbitres : no 17 Joe Crawford no 24 Mike Callahan no 41 Ken Mauer no 23 Jason Phillips | ABC |
| 11 juin 2015 21:00 EDT | (en) Boxscore | Curry, Iguodala 22 Barnes, Iguodala, Livingston 8 Curry, Green 6 | Points Rebonds Passes d.                                | Timofeï Mozgov 28 Tristan Thompson 13 LeBron James 8    |  | Quicken Loans Arena, Cleveland Affluence : 20 562 Arbitres : no 17 Joe Crawford no 24 Mike Callahan no 41 Ken Mauer no 23 Jason Phillips | ABC |
| 11 juin 2015 21:00 EDT | (en) Boxscore | Egalité dans la série 2 à 2.                                     |                                                         |                                                         |  | Quicken Loans Arena, Cleveland Affluence : 20 562 Arbitres : no 17 Joe Crawford no 24 Mike Callahan no 41 Ken Mauer no 23 Jason Phillips | ABC |

### Match 5
| 14 juin 2015 20:00 EDT | (en) Boxscore | Cavaliers de Cleveland 91, Warriors de Golden State 104 | Cavaliers de Cleveland 91, Warriors de Golden State 104 | Cavaliers de Cleveland 91, Warriors de Golden State 104 |  | Oracle Arena, Oakland Affluence : 19 596 Arbitres : no 19 James Capers no 13 Monty McCutchen no 23 Jason Phillips | ABC |
| 14 juin 2015 20:00 EDT | (en) Boxscore | Score par quart-temps : 22-22, 28-29, 17-22, 24-31      |                                                         |                                                         |  | Oracle Arena, Oakland Affluence : 19 596 Arbitres : no 19 James Capers no 13 Monty McCutchen no 23 Jason Phillips | ABC |
| 14 juin 2015 20:00 EDT | (en) Boxscore | Score par mi-temps : 50-51, 41-53                       |                                                         |                                                         |  | Oracle Arena, Oakland Affluence : 19 596 Arbitres : no 19 James Capers no 13 Monty McCutchen no 23 Jason Phillips | ABC |
| 14 juin 2015 20:00 EDT | (en) Boxscore | LeBron James 40 LeBron James 14 LeBron James 11         | Points Rebonds Passes d.                                | Stephen Curry 37 Harrison Barnes 10 Andre Iguodala 7    |  | Oracle Arena, Oakland Affluence : 19 596 Arbitres : no 19 James Capers no 13 Monty McCutchen no 23 Jason Phillips | ABC |
| 14 juin 2015 20:00 EDT | (en) Boxscore | Golden State mène la série 3 à 2.                       |                                                         |                                                         |  | Oracle Arena, Oakland Affluence : 19 596 Arbitres : no 19 James Capers no 13 Monty McCutchen no 23 Jason Phillips | ABC |

### Match 6
| 16 juin 2015 21:00 EDT | (en) Boxscore | Warriors de Golden State 105, Cavaliers de Cleveland 97                                                  | Warriors de Golden State 105, Cavaliers de Cleveland 97 | Warriors de Golden State 105, Cavaliers de Cleveland 97 |  | Quicken Loans Arena, Cleveland Affluence : 20 562 Arbitres : no 48 Scott Foster no 9 Derrick Stafford no 8 Marc Davis no 28 Zach Zarba | ABC |
| 16 juin 2015 21:00 EDT | (en) Boxscore | Score par quart-temps : 28-15, 17-28, 28-18, 32-36                                                       |                                                         |                                                         |  | Quicken Loans Arena, Cleveland Affluence : 20 562 Arbitres : no 48 Scott Foster no 9 Derrick Stafford no 8 Marc Davis no 28 Zach Zarba | ABC |
| 16 juin 2015 21:00 EDT | (en) Boxscore | Score par mi-temps : 45-43, 60-54                                                                        |                                                         |                                                         |  | Quicken Loans Arena, Cleveland Affluence : 20 562 Arbitres : no 48 Scott Foster no 9 Derrick Stafford no 8 Marc Davis no 28 Zach Zarba | ABC |
| 16 juin 2015 21:00 EDT | (en) Boxscore | Curry, Iguodala 25 Draymond Green 11 Draymond Green 10                                                   | Points Rebonds Passes d.                                | LeBron James 32 LeBron James 18 LeBron James 9          |  | Quicken Loans Arena, Cleveland Affluence : 20 562 Arbitres : no 48 Scott Foster no 9 Derrick Stafford no 8 Marc Davis no 28 Zach Zarba | ABC |
| 16 juin 2015 21:00 EDT | (en) Boxscore | Golden State remporte la série 4 à 2 et remporte le titre NBA. Andre Iguodala est nommé MVP des Finales. |                                                         |                                                         |  | Quicken Loans Arena, Cleveland Affluence : 20 562 Arbitres : no 48 Scott Foster no 9 Derrick Stafford no 8 Marc Davis no 28 Zach Zarba | ABC |

## Équipes
| Cavaliers de Cleveland                                   |    |                        |                     |                       |
| Entraineur : David Blatt                                 |    |                        |                     |                       |
| Meneur                                                   | 8  | Drapeau de l'Australie | Matthew Dellavedova | Saint Mary's          |
| Ailier                                                   | 12 | Drapeau des États-Unis | Joe Harris (R)      | Virginia              |
| Pivot                                                    | 33 | Drapeau des États-Unis | Brendan Haywood     | North Carolina        |
| Meneur                                                   | 2  | Drapeau des États-Unis | Kyrie Irving        | Duke                  |
| Ailier                                                   | 23 | Drapeau des États-Unis | LeBron James (C)    | St Vincent St Mary HS |
| Ailier                                                   | 1  | Drapeau des États-Unis | James Jones         | Miami                 |
| Ailier fort                                              | 0  | Drapeau des États-Unis | Kevin Love          | UCLA                  |
| Ailier, Ailier fort                                      | 31 | Drapeau des États-Unis | Shawn Marion        | UNLV                  |
| Arrière, Ailier                                          | 18 | Drapeau des États-Unis | Mike Miller         | Florida               |
| Pivot                                                    | 20 | Drapeau de la Russie   | Timofeï Mozgov      | Russie                |
| Pivot                                                    | 3  | Drapeau des États-Unis | Kendrick Perkins    | Clifton J. Ozen (TX)  |
| Arrière                                                  | 4  | Drapeau des États-Unis | Iman Shumpert       | Georgia Tech          |
| Arrière                                                  | 5  | Drapeau des États-Unis | J.R. Smith          | Lakewood High School  |
| Ailier fort, Pivot                                       | 13 | Drapeau du Canada      | Tristan Thompson    | Texas                 |
| Ailier fort, Pivot                                       | 17 | Drapeau du Brésil      | Anderson Varejão    | Brésil                |
| (C) - Capitaine (AL) - Agent libre (R) - Rookie - Blessé |    |                        |                     |                       |

| Warriors de Golden State                                             |    |                        |                      |                   |
| Entraîneur : Steve Kerr                                              |    |                        |                      |                   |
| Arrière                                                              | 19 | Drapeau du Brésil      | Leandro Barbosa      | Brésil            |
| Ailier                                                               | 40 | Drapeau des États-Unis | Harrison Barnes      | North Carolina    |
| Pivot                                                                | 12 | Drapeau de l'Australie | Andrew Bogut         | Utah              |
| Meneur                                                               | 30 | Drapeau des États-Unis | Stephen Curry (C)    | Davidson          |
| Pivot                                                                | 31 | Drapeau du Nigeria     | Festus Ezeli         | Vanderbilt        |
| Ailier, Ailier fort                                                  | 23 | Drapeau des États-Unis | Draymond Green       | Michigan State    |
| Arrière, Ailier                                                      | 7  | Drapeau des États-Unis | Justin Holiday       | Washington        |
| Arrière, Ailier                                                      | 9  | Drapeau des États-Unis | Andre Iguodala       | Arizona           |
| Pivot                                                                | 1  | Drapeau de la Serbie   | Ognjen Kuzmić        | Serbie            |
| Ailier fort                                                          | 10 | Drapeau des États-Unis | David Lee (C)        | Florida           |
| Arrière, Meneur                                                      | 34 | Drapeau des États-Unis | Shaun Livingston     | Peoria Central HS |
| Ailier                                                               | 20 | Drapeau des États-Unis | James Michael McAdoo | Caroline du Nord  |
| Arrière, Ailier                                                      | 4  | Drapeau des États-Unis | Brandon Rush         | Kansas            |
| Ailier fort                                                          | 5  | Drapeau des États-Unis | Marreese Speights    | Florida           |
| Arrière                                                              | 11 | Drapeau des États-Unis | Klay Thompson        | Washington State  |
| (C) - Capitaine (AL) - Agent libre (R) - Rookie (ou Recrue) - Blessé |    |                        |                      |                   |